# Jörg Heckenbach
Jörg Heckenbach (Düsseldorf, 28 novembre 1974) è un ex giocatore di football americano tedesco che ha giocato come wide receiver.

## Palmarès
- 1 World Games (2005)
- 1 Europeo (2001)
- 3 World Bowl (Berlin Thunder, 2001, 2002, 2004)
- 2 Eurobowl (Braunschweig Lions, 1999, 2003)
- 6 German Bowl (Düsseldorf Panther, 1992, 1994; Braunschweig Lions, 1999, 2006, 2007, 2008)